# Robert Frost
Robert Lee Frost (n. 26 martie 1874, California, SUA – d. 29 ianuarie 1963, Boston, Massachusetts, SUA) a fost un poet american. El este foarte apreciat pentru descrierile realiste ale vieții rurale și arta limbajului colocvial american. Opera sa implică adesea peisaje ale vieții rurale în Noua Anglie în prima parte a secolului al XX-lea, folosindu-se de acestea pentru a examina teme sociale și filozofice complexe. Un poet popular și adesea citat, Frost a fost cinstit adesea în timpul vieții sale, primind patru premii Pulitzer pentru poezie. Alternativ, fermier și profesor.

## Opera
- 1913: Voința unui tânăr ("A Boy's Will")
- 1914: La nord de Boston ("North of Boston")
- 1916: Prislop în munte ("Mountain Interval")
- 1928: Pârâul ce curge spre vest ("West Running Brook")
- 1942: Un arbore martor ("Witness Tree").